# Léon Charpentier (homme politique)
Pour les articles homonymes, voir Léon Charpentier.
Léon Charpentier, né le 22 août 1859 à Haraucourt (Ardennes) et mort le 12 mai 1945 à Sedan (Ardennes), est un homme politique français.

## Détail des fonctions et des mandats
Mandats parlementaires
- 1914-1919 : député des Ardennes
- 11 janvier 1920 - 9 janvier 1921 : Sénateur des Ardennes
- 9 janvier 1921 - 13 janvier 1930 : Sénateur des Ardennes

## Sources
- « Léon Charpentier (homme politique) », dans le Dictionnaire des parlementaires français (1889-1940), sous la direction de Jean Jolly, PUF, 1960 [détail de l’édition]